# گئورگس خرون
گئورگس خرون (به انگلیسی: Georges Grün) بازیکن فوتبال اهل بلژیک و عضو تیم ملی فوتبال بلژیک است که در تاریخ ۱۳ ژوئن ۱۹۸۴ میلادی اولین بازی ملی‌اش را مقابل تیم ملی فوتبال یوگسلاوی انجام داد. او در ۷۷ بازی ملی حضور داشت و جمعاً ۵۴۸۵ دقیقه برای تیم ملی فوتبال بلژیک به میدان رفت. گئورگس خرون آخرین بازی ملی خود را در تاریخ ۱۵ نوامبر ۱۹۹۵ میلادی در برابر تیم ملی فوتبال قبرس انجام داد. وی در بازی‌های ملی‌اش ۵ گل به ثمر رساند.